# Notre-Dame-d'Oé
Notre-Dame-d'Oé é uma comuna francesa na região administrativa do Centro, no departamento Indre-et-Loire. Estende-se por uma área de 7,73 km². Em 2010 a comuna tinha 4 246 habitantes (densidade: 549,3 hab./km²).